# Joel Baden
Joel Baden (* 1. Februar 1996 in Geelong, Victoria) ist ein australischer Leichtathlet, der sich auf den Hochsprung spezialisiert hat.

## Sportliche Laufbahn
Joel Baden stammt aus Melbourne und tritt seit 2011 in Wettkämpfen im Hochsprung an. Damals gewann er die Silbermedaille bei den Australischen U16-Meisterschaften. 2013 siegte er bei den Australischen U18-Meisterschaften und steigerte seine Besthöhe in jenem Jahr auf 2,16 m. Ein Jahr darauf gewann er auch den nationalen U20-Meisterschaften Gold und trat im Juli zudem bei den U20-Weltmeisterschaften in den USA an. Dabei gelang es ihm sich für das Finale zu qualifizieren, das er auf dem achten Platz beenden konnte. Im Oktober verbesserte steigerte er seine Bestleistung um neun Zentimeter auf 2,29. Mit dieser Höhe stellte er die Jahresweltbestleistung im Juniorenbereich auf. Ein Jahr darauf qualifizierte er sich auch für die Weltmeisterschaften der Erwachsenen in Peking. Bei seiner WM-Premiere verpasste er als Zehnter seiner Qualifikationsgruppe den Einzug in das Finale.
2016 trat Baden erstmals bei den nationalen Meisterschaften der Erwachsenen an, wobei er die Silbermedaille gewinnen konnte. Ende Juni stellte er in Cairns mit 2,29 m seine Bestleistung ein und qualifizierte sich damit für die Olympischen Sommerspiele in Rio de Janeiro. In Rio kam er dann allerdings in der Qualifikation nicht über 2,17 m hinaus und belegte damit einen der hintersten Plätze. 2017 wurde er erstmals Australischer Meister im Hochsprung. 2018 nahm er in der Heimat an den Commonwealth Games teil, verpasste allerdings auch dabei den Einzug in das Finale. 2019 stellte Baden bei seinem zweiten Triumph bei den Australischen Meisterschaften seine persönliche Bestleistung von 2,30 m auf und qualifizierte sich damit für die Weltmeisterschaften in Doha. Mit der gleichen Höhe wie bei den Olympischen Spielen 2016, schied er allerdings auch da chancenlos aus.
2022 konnte er mit dem Gewinn der Bronzemedaille bei den Ozeanienmeisterschaften seinen ersten Medaillengewinn bei internationalen Meisterschaften feiern. Im Juli nahm er, nach 2015 und 2019, an seinen dritten Weltmeisterschaften teil und konnte in sein erstes WM-Finale einziehen. Darin übersprang er 2,27, womit er den zehnten Platz belegte. 2023 trat er im August in Budapest bei den nächsten Weltmeisterschaften an. Dort übersprang er in der Qualifikation lediglich 2,14 m, womit er insgesamt den vorletzten Platz belegte.
Baden trainiert beim Leichtathletik-Club der University of Melbourne unter der Anleitung von Sandro Bisetto, der bereits zuvor den australischen Rekordhalter und Olympiamedaillengewinner, Tim Forsyth, trainierte.

## Wichtige Wettbewerbe
| Jahr                   | Veranstaltung           | Ort                    | Platz                  | Disziplin              | Höhe                   |
| Startet für Australien | Startet für Australien  | Startet für Australien | Startet für Australien | Startet für Australien | Startet für Australien |
| ---------------------- | ----------------------- | ---------------------- | ---------------------- | ---------------------- | ---------------------- |
| 2014                   | U20-Weltmeisterschaften | Eugene                 | 8.                     | Hochsprung             | 2,17 m                 |
| 2015                   | Weltmeisterschaften     | Peking                 | 21.                    | Hochsprung             | 2,26 m                 |
| 2016                   | Olympische Sommerspiele | Rio de Janeiro         | 41.                    | Hochsprung             | 2,17 m                 |
| 2018                   | Commonwealth Games      | Gold Coast             | 17.                    | Hochsprung             | 2,15 m                 |
| 2019                   | Weltmeisterschaften     | Doha                   | 25.                    | Hochsprung             | 2,17 m                 |
| 2022                   | Ozeanienmeisterschaften | Mackay                 | 3.                     | Hochsprung             | 2,15 m                 |
| 2022                   | Weltmeisterschaften     | Eugene                 | 10.                    | Hochsprung             | 2,27 m                 |
| 2023                   | Weltmeisterschaften     | Budapest               | 32.                    | Hochsprung             | 2,14 m                 |

## Persönliche Bestleistungen
Freiluft
- Hochsprung: 2,33 m, 4. März 2023, Melbourne